# Friedrich Burmeister (Schauspieler)
Friedrich Burmeister (* 16. März 1771 in Schwerin; † 12. August 1851 in Dresden) war ein deutscher Theaterschauspieler, -regisseur und Sänger (Tenor).

## Leben
Burmeister, der Sohn eines herzoglichen Beamten, war von diesem bestimmt, ebenfalls in herzogliche Dienste zu treten. Doch er fand mehr Geschmack am Künstlerleben und so wendete er sich 1794 der Bühne zu. Er debütierte am 15./16. 1794 bei Johann Ferdinand Kübler in Bützow im Lustspiel Vor 25 Jahren, schloss sich dann der reisenden Schauspielergesellschaft Gudermann an, bei der er bis 1796 verblieb. Im nachfolgenden Jahre wurde er Mitglied der herzoglichen Bühne in Schwerin, bei der er bis zur Auflösung derselben (1800) blieb. Dort führte er auch Regie. Dann folgte er einem Rufe an das Hoftheater in Schleswig, wo er ebenfalls ausharrte, bis dasselbe aufgelöst wurde (1807). Er nahm nun Engagement in Bremen, verblieb daselbst von 1808 bis 1811 und folgte im August 1811 einem Rufe an das von Franz Seconda in Dresden geleitete Hoftheater, wo er bis zu seiner Pensionierung 1845 verblieb. Am 15. Februar 1844 feierte er sein 50-jähriges Bühnenjubiläum und trat bald drauf in den Ruhestand. Er verblieb bis zu seinem Tod in Dresden.
Sein erster Sohn Friedrich Franz (1803–nach 1831) wurde ebenfalls Sänger und Schauspieler, sein zweiter Sohn Ludewig Peter August (beide aus der Ehe mit der Schauspielerin L(o)uise Catharina Marie Burmeister, geb. Janßen) wurde als Schriftsteller und Maler unter seinem Pseudonym Johann Peter Lyser (1804–1870) bekannt. Die Schriftstellerin Karoline Pierson war durch die Heirat mit Johann Peter seine Schwiegertochter.